# Szegedi Operabarátok Egyesülete
A Szegedi Operabarátok Egyesülete az opera műfaj kedvelőit tömörítő civil szervezet, mely 1990-ben Szegeden alakult, ezzel a hasonló magyarországi egyesületek (Budapesti Operabarátok Egyesülete, Richard Wagner Társaság és Archívum) közül a legrégebb óta működik folyamatosan. Célja magyar és a szegedi operakultúra hagyományainak őrzése, a műfaj iránti érdeklődés kielégítésének segítése önálló programok szervezésével, a létrejött kiváló teljesítmények elismerése és megismertetése, pályakezdő művészek segítése. Működése során együttműködik a Szegedi Nemzeti Színházzal, a Szegedi Szimfonikus Zenekarral, a Szegedi Tudományegyetem Zeneművészeti Karával, a Gregor József  Emlékére Alapítvánnyal, Szeged Megyei Jogú Város Önkormányzatával, a Magyar Tudományos Akadémia Szegedi Akadémiai Bizottságának Zenei Munkabizottságával és Színházi Munkabizottságával, valamint a Liszt Ferenc Társaság Szegedi Tagozatával.

## Megalakulása
1989 őszén az évtizedek óta Szegeden élő, országosan ismert, kiváló basszista, Gregor József lett a Szegedi Nemzeti Színház zeneigazgatója. A szegedi operajátszás megújításának lehetőségeiről folytatott beszélgetései során merült fel egy a műfaj kedvelőit tömörítő egyesület létrehozása. A mintát a hasonló céllal működő külföldi szervezetek jelentették. Csernay László orvosprofesszor az akkori német fővárosban, Bonnban  vendégprofesszorként ismerte meg az ottani egyesületet, melynek alapszabályából kiindulva 1989 decemberében elkészítette a szegedi egyesület alapszabályának tervezetét. Az alapszabályt a Szegedi Operabarátok Egyesülete 1990. január 23-án, a színház nézőterén tartott alakuló közgyűlése fogadta el. A megválasztott vezetőségben Csernay professzor a titkári pozíciót töltötte be, míg az elnök dr. Keszthelyi Béla gyógyszerész lett. Az egyesületet a Szeged Városi Bíróság 1990. március 19-én jegyezte be. 

## Tisztségviselők

### Elnökök
- 1990–1994: dr. Keszthelyi Béla
- 1994–2000: Telihay Lászlóné dr.
- 2000–2001: dr. Csernay László
- 2001– dr. Gyémánt Csilla

### Elnökhelyettesek
- 1990–1994: Telihay Lászlóné dr.
- 1990–1992: Váczy Mária
- 1992–1994: Horváth András
- 1994–1999: dr. Csernay László
- 2001–2005: Réti Csabáné dr. és Farkas Istvánné
- 2005– Gregorné dr. Takács Mária és dr. Párducz Árpád

### Titkárok
- 1990–1994: dr. Csernay László
- 1994–1999: dr. Keszthelyi Béla
- 2001–2005: dr. Csernay László
- 2005– dr. Visy Csaba

### Pénztárosok
- 1990–1992: Kádár Béláné
- 1992–2002: Keresztes Klára
- 2002– Gyenes Vilmosné

### Jegyzők
- 1990–1992: Borosné Bánfi Ilona
- 1992–1994: dr. Szolnoky Jenő
- 1994–2004: dr. Várady Zoltánné
- 2005–2008: Bora Ildikó
- 2009– dr. Klukovitsné dr. Paróczy Katalin

## Rendszeres tevékenységek
- Bemutató előtt – beszélgetések a szegedi operapremierek rendezőivel, tervezőivel, karmestereivel, a főbb szerepekben fellépő énekesekkel
- Jubiláló művészek köszöntése
- Fiatal énekesek bemutatása
- Farsangi rendezvények
- A Szegedi Szabadtéri Játékok program-előzetese

## Emlékezetes programok
- 1991: Énekverseny A varázsfuvola szerepeire – a győztesek között volt az akkor 21 esztendős Miklósa Erika és Pamina szerepében a 23 éves Gémes Szilvia.
- 1992: Beszélgetés Simándy Józseffel
- 1993: Emlékest Vaszy Viktor halálának 14. évfordulóján
- 1994: Hangverseny Gregor József pályafutásának 30 éves jubileuma alkalmából, km. Rost Andrea, Ulbrich Andrea, Sós Béla
- 1995: Vita a magyar operajátszás gondjairól – közös rendezés a Budapesti Operabarátok Egyesületével
- 1997: Mester és tanítványai – beszélgetés Sólyom-Nagy Sándorral
- Csoportos előadás-látogatások a Magyar Állami Operaházban 3, a Miskolci Nemzeti Színházban 2, a Győri Nemzeti Színházban és a Debreceni Csokonai Színházban 1-1 alkalommal
- Ismeretterjesztő előadások (t. k. Bartók Béláról, Kodály Zoltánról, Liszt Ferencről, Verdiről, Wagnerről)
- Ünnepi koncertek az egyesület fennállásának 5., 10., 15., 20. és 25.[1] évfordulója alkalmából

## Színház- és zenetörténeti kiállítások a Szegedi Nemzeti Színházban, dr. Gyémánt Csilla rendezésében
- Mozart-emlékkiállítás Mozart halálának 200. évfordulója alkalmából (az Osztrák Kulturális Intézet anyagából) és A varázsfuvola Szegeden, 1991. december 5. – 1992. február 26.
- Operajátszás a szegedi színházban a kezdetektől 1995-ig, 1995. április 1. – május 20.
- 35 év operaszínpadon – Karikó Teréz Liszt-díjas énekművész pályaképe, 1995. október 6. – november 20.
- Jubiláló énekművészek a Szegedi Nemzeti Színházban – Gyimesi Kálmán 35 éves és Réti Csaba 40 éves jubileuma alkalmából, 1997. január 18. – március 20.
- Gregor József jubileumi kiállítása, 1999. május 2. – június 5.
- In memoriam Giuseppe Verdi – emlékkiállítás Verdi halálának 100. évfordulójára, 2001. január 27. – február 30.
- In memoriam Imre Zoltán, 2002. december 1. – 2003. január 9.
- In memoriam Vaszy Viktor – emlékkiállítás Vaszy Viktor születésének 100., halálának 25. évfordulója tiszteletére. Megnyitó: 2004. március 16.
- Bartók Béla színpadi művei Szegeden. Megnyitó: 2006. október 1.
- In memoriam Gregor József. Megnyitó: 2007. október 27.
- Kodály színpadi művei Szegeden. Megnyitó: 2007. december 14.
- 125 éves a szegedi kőszínház. Megnyitó: 2008. október 14.
- Szabó Miklós emlékezete. Megnyitó: 2009. november 30.
- Gyimesi Kálmán 80 éves. Megnyitó: 2013. május 15.
- Hommage à Giuseppe Verdi – Verdi-operák Szegeden. Megnyitó: 2013. október 18.
- Jubileumi kiállítás Gregor József születésének 75., a Szegedi Operabarátok Egyesülete megalakulása 25. évfordulója alkalmából.[2] Megnyitó: 2015. november 21.
- Simándy József Szegeden – centenáriumi emlékkiállítás. Megnyitó: 2016. október 6.[3]

## Kiadvány
- Papp János: Négy és fél évtized szegedi operaelőadásai az adatok és számok tükrében (1946–1990), 359 oldal, Bába és Társa Kiadó, Szeged, 2000 – a Szegedért Alapítvány támogatásával

## Az egyesület díjazottai

### Az Évad Énekese
- Altorjay Tamás basszus (1996, 2006, 2015)
- Andrejcsik István bariton (1995, 2005)
- Timothy Bentch tenor (2000)
- Busa Tamás bariton (1993, 1997)
- Farkasréti Mária szoprán (1997)
- Frankó Tünde szoprán (1995)
- Gregor József basszus (1991, 2001)
- Juhász József tenor (1992)
- Kelemen Zoltán bariton (2008, 2013)
- Keszei Bori szoprán (2001)
- Kóbor Tamás tenor (2004)
- Kónya Krisztina szoprán (2011)
- László Boldizsár tenor (2010, 2014)
- Miksch Adrienn szoprán (2012)
- Réti Attila bariton (2007)
- Réti Csaba tenor (1994)
- Szilágyi Erzsébet szoprán (1992)
- Szonda Éva mezzoszoprán (1993, 1996)
- Tóth Judit mezzoszoprán (2009)
- Vajda Júlia szoprán (1994, 2000, 2007)
- Vámossy Éva szoprán (1991, 1996)

### Az Évad Ifjú Énekese
- Balczó Péter tenor (2011)
- Dér Krisztina szoprán (2005)
- Érsek Dóra mezzoszoprán (2009)
- Gábor Géza basszus (2002)
- Kálnay Zsófia mezzoszoprán (2014)
- Kelemen Zoltán bariton (2005)
- Kónya Krisztina szoprán (2008)
- Kovács Éva szoprán (2012)
- Merényi Nicolette szoprán (2003)
- Rálik Szilvia szoprán (2002)
- Szélpál Szilveszter bariton (2015)
- Szemere Zita szoprán (2013)
- Tóth Judit mezzoszoprán (2005)
- Wittinger Gertrúd szoprán (2007)

### Különdíjak a Simándy József Énekversenyen
- Bretz Gábor basszus (2002)
- Cseh Antal bariton (2004) – Bárdi Sándor magánadománya
- Dobrotka Szilvia szoprán (2011) – „A legjobb határon túli magyar előadónak”
- Geiger Lajos bariton (2006)
- Horti Lilla szoprán (2013) – „A legjobb Verdi-előadónak” (megosztva)
- Horváth Mariann szoprán (2000)
- Najbauer Lóránt bariton (2013) – „A legjobb Verdi-előadónak” (megosztva)
- Nánási Helga szoprán (2006) – Bárdi Sándor magánadománya
- Pintér Tünde szoprán (2008) – „A legfiatalabb eredményes versenyzőnek”
- Rab Gyula tenor (2004) – Bárdi Sándor magánadománya
- Rőser Orsolya Hajnalka szoprán (2008)
- Szabó Olga mezzoszoprán (2006) – Bárdi Sándor magánadománya
- Tóth Orsika szoprán (2004)
- Tóth Zsuzsanna szoprán (2004)
- Töreky Katalin szoprán (2011)

### Emlékérmek
A Szegedi Operabarátok Egyesülete fennállásának 20. évfordulója alkalmából Horváth András tervei alapján, Szabó Géza éremverdéjében készült emlékérmet 2010 óta az egyesület valamennyi díjazottja megkapja.
2013-ban a Verdi-bicentenárium alkalmából veretett emlékérmet 80. születésnapja alkalmából Gyimesi Kálmán operaénekes, illetve a Simon Boccanegra c. Verdi-opera historikus előadását színre vivő alkotók (Pál Tamás karmester, Toronykőy Attila rendező és Molnár Zsuzsa tervező) kapták. 2015-ben az egyesület megalakulásának 25. évfordulója alkalmából emlékérmet kapott Temesi Mária operaénekes, Keszei Bori operaénekes, Gábor Géza operaénekes, Pál Tamás karmester és Gyüdi Sándor karmester.